# Daniel Diermeier

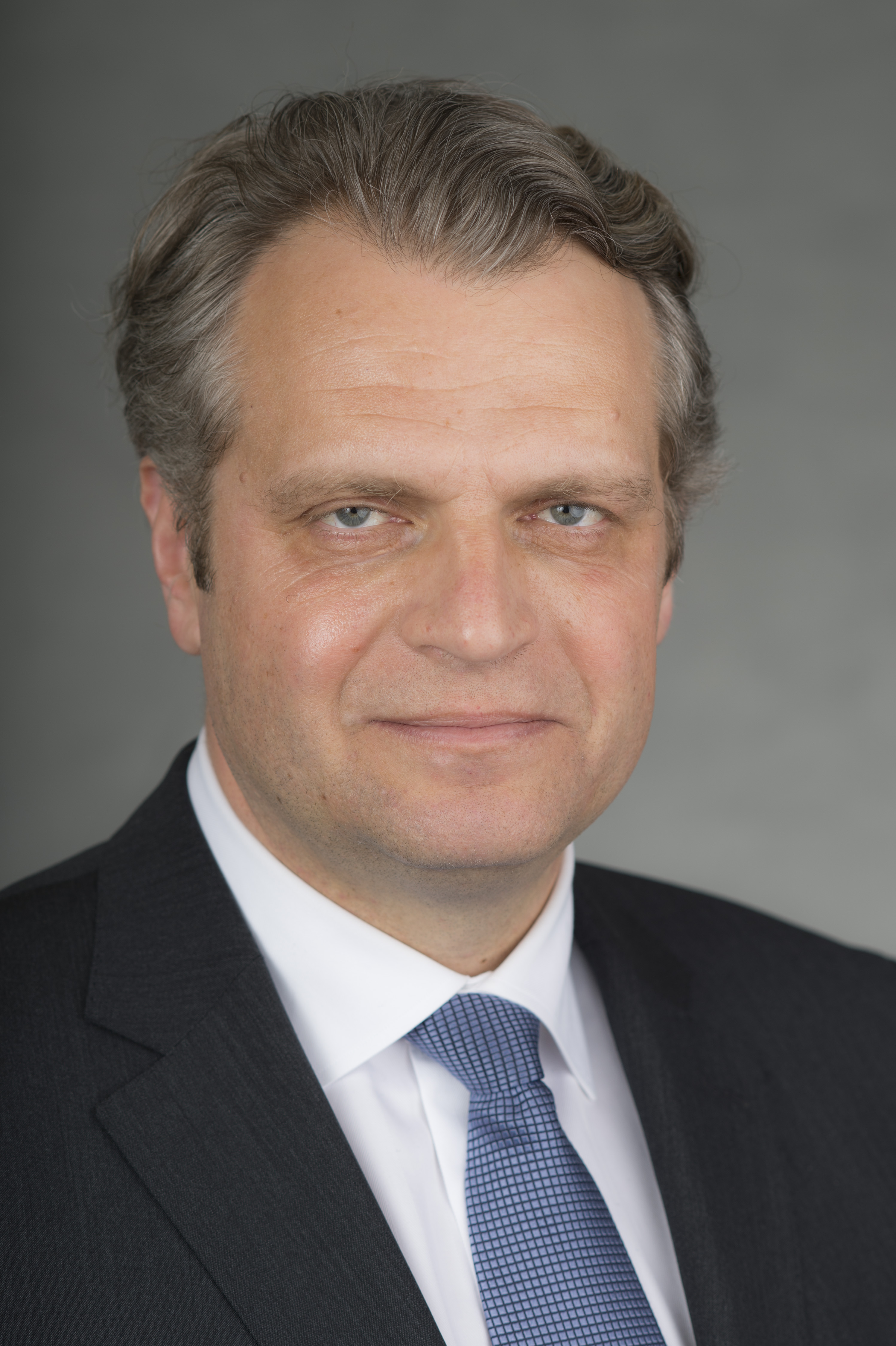
Daniel Diermeier 2016

Daniel Diermeier (* 1965 in Berlin) ist ein deutscher Wissenschaftler. Seit dem 1. Juli 2020 ist er Chancellor der Vanderbilt University in Nashville, Tennessee.
Von 2016 bis 2020 war er Provost der University of Chicago. und von 2014 bis 2016 Dekan der Harris School of Public Policy. Zuvor lehrte er an der Kellogg School of Management und an der Graduate School of Business der Stanford University. Seinen Ph.D. in Politologie erwarb er an der University of Rochester.
Diermeier ist Mitglied der American Academy of Arts and Sciences und Research Fellow des Canadian Institute of Advanced Research (CIFAR). 2014 erhielt er eine Guggenheim Fellowship.